# Кшиштоф Шидловєцький

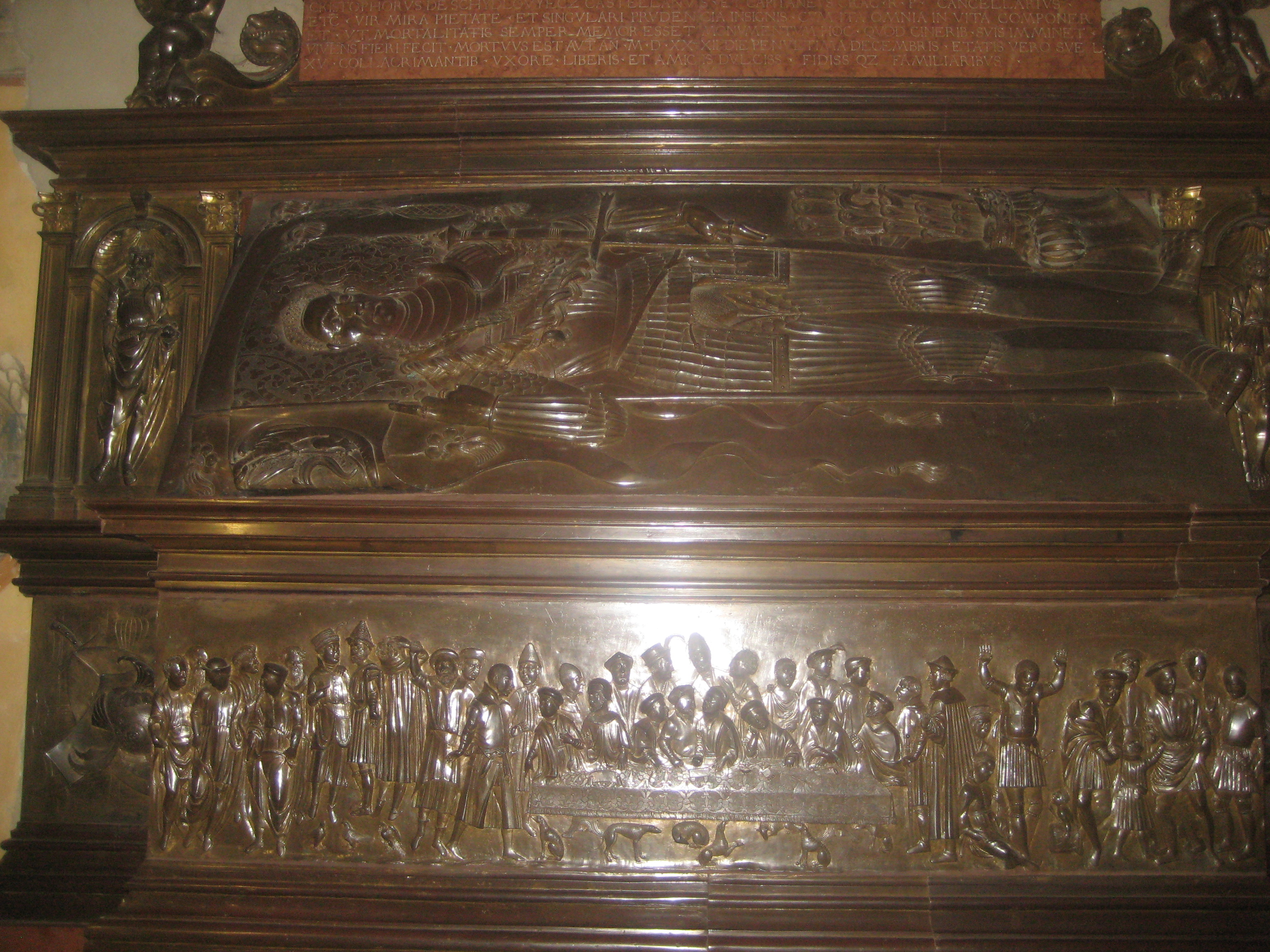
Надгробок Кшиштофа Шидловєцького у колегіаті Святого Мартина в Опатові

Кшиштоф Шидловєцький гербу Одровонж (нар. 15 листопада 1466, за ін. даними 1467, Шидловець — пом. 30 грудня 1532, Краків) — польський державний діяч, дипломат; підскарбій надвірний коронний (1507–1510), підканцлер (1511–1515), канцлер великий коронний (1515–1532); каштелян сандомирський (1509-1515), краківський воєвода (1515–1527) і каштелян (1527–1532); староста генеральний краківський (1515), староста сєрадзький (1507), новокорчинський (1515), гостинінський, сохачевський, луківський і лежайський; граф на Шидловцю (1532).

## Життєпис
Народився Кшиштоф, за різними даними, 15 листопада 1466, чи 1467 року у сім'ї Станіслава Шидловєцького, на той час, каштеляна жарнувського, маршалка двору й охмістра королівських синів, та Зофії Ґождзіковської гербу Лебідь. Мав рідних 6 братів і 4 сестри, а також 3 братів і сестру від інших шлюбів батька.
У дитинстві батько забрав Кшиштофа до Вавельського замку, де він виховувався як товариш по іграм майбутнього короля Сигізмунда I. Імовірно, також навчався у відомого на той час італійського гуманіста, публіциста і дипломата Філіпа Буонакорсі Калімаха, який був учителем синів Казимира Ягеллончика.
З 1496 року був придворним королевича Сигізмунда, з 1497 — підстолієм краківським, охмістром, з 2 жовтня 1504 року отримав посаду бургграфа краківського замку, 1505 — маршалка двору королевича у Ґлоґувському князівстві.
З моменту коронації Сигізмунда I, Кшиштоф займає різні центральні уряди: підскарбія надвірного коронного (1507–1510), підканцлера (1511–1515) і канцлера великого коронного (1515–1532). Також, паралельно він продовжував посідати важливі земські уряди: підкоморія краківського (1508), каштеляна сандомирського (1509-1515), краківських воєводи (1515-1527) і каштеляна (1527-1532).
Кшиштоф Шидловєцький керував польською закордонною політикою під час правління Сигізмунда I. Був послідовним прихильником Габсбургів, противником Османської імперії і прибічником створення антитурецької ліги. 1515 року разом із єпископом Петром Томіцьким розробили угоду з Габсбургами, яка була підписана під час Віденського конгресу у липні того ж року. 2 серпня імператор Максиміліан I на знак поваги і вдячності надав Кшиштофові титул барона Священної Римської імперії, також додав до його фамільного гербу Одровонж орден «перевернутого дракона», пов'язаного з ім'ям імператора Сигізмунда Люксембурзького, якого лише у рідкісних випадках пов'язували з родовим гербом як свідчення особливої прихильності. Даний факт надання титулу імператором був чи не першим в польській історії.
Шидловєцький був політичним супротивником королеви Бони. Ініціював чотирирічне перемир'я із великим магістром Тевтонського ордену Альбрехтом Гогенцоллерном, що було підписане 5 квітня 1521 року. Був підписантом Краківського миру 1525, який формально поклав край польсько-тевтонській війні 1519—1521 років.
1514 року Шидловєцький придбав у любуського єпископства за 10 000 флоринів земельний маєток із містом Опатовом і селом Біскупиці. Він розбудував місто, відбудував спалений колегіальний костел (колегіату) святого Мартина і приготував там склеп для своєї родини. 1519 року Шидловецький надав «Привілей Опатовський» у якому зрікся десятини зі своїх 17 сіл на користь опатівської церкви. Розбудував замок у Цмелюві протягом 1519-1531 років; придбав замок у Тудоруві, якого перебудував і переобладнав.
Завдяки численним наданням, а також хабарам (лише від імператора Максиміліана Шидловєцький прийняв 80 тис. дукатів за підтримку Австрії на з'їзді монархів у Відні, а також взяв гроші від монархів угорського Яноша Заполья та французького Франциска I; місто Ґданськ також заплатило за протекцію канцлера) нажив величезні статки. Окрім розкішного способу життя, за який він заслужив у сучасників назву польського Лукулла, він підтримував науку й мистецтво, збирав ілюміновані кодекси. Був меценатом і покровителем гуманістів у європейському масштабі. 1526 року Еразм Роттердамський присвятив йому свою роботу «Lingua», у Польщі його протекцією користувався його надвірний художник Станіслав Самострільник, автор мініатюр на Опатівському привілеї. Серед інших, Кшиштоф Шидловєцький зображений на картині Яна Матейка «Прусський омаж».
Помер 30 грудня 1532 року у Кракові, був похований у колегіаті в Опатові. Надгробок виконаний у майстерні Бартоломео Береччі за участі Джованні Чіні, оздоблений бронзовим барельєфом.

## Сім'я
1512 року одружився із Зофією Тарґовіцькою з Тарґовіська. Мали 9 дітей, які в більшості померли в ранньому дитинстві:
- Зофія (1513/1514-1551) — дружина Яна-Амора Тарновського.
- Кристина (1519-1555) — дружина Яна Мюнстенберзько-Олесніцького[en] з Подєбрад і Кунштату, князя зембицько-олесницького.
- Анна (1522-1536) — наречена Миколая Радзивілла «Чорного».
- Людвік Миколай (1524-1525).
- Зиґмунт (1526-1527).
- Кшиштоф (1528-1530).
- Дорота (1529-1532)
- Станіслав (1530)
- Ельжбета[pl] (1533-1562) — дружина Миколая Радзивілла «Чорного».